# Venda
Venda – bantustan utworzony w 1973 dla ludów Szona, z przekształcenia istniejącego od 1969 terytorium VhaVenda. Uzyskał niepodległość 13 września 1979. Stolica znajdowała się pierwotnie w Sibasa, w 1979 została przeniesiona do Thohoyandou. Venda powróciła do RPA 27 kwietnia 1994.
Bantustan obejmował powierzchnię 6 807 km² i liczył 718 207 mieszkańców.  

## Przywódcy Venda
- Patrick Mphephu (1969–1988)
- Frank N. Ravele (1988–1990)
- Gabriel Ramushwana (1990–1994)
- Tshamano G. Ramabulana (1994)